# ماریوسیا یاکووینو
ماریوسیا یاکووینو (انگلیسی: Mariuccia Iacovino; ۱۲ دسامبر ۱۹۱۲ – ۱۶ مهٔ ۲۰۰۸) نوازنده ویولون اهل برزیل بود. وی بین سال‌های ۱۹۲۴ تا ۲۰۰۸ میلادی فعالیت می‌کرد.